# Ryva Kajtazi
Ryva Kajtazi, född Ryvanda Kajtazi 9 mars 1980 i Pristina, är en albansk sångerska. De flesta av Kajtazis låtar tillhör genrerna Dance, Pop och turbofolk. 
Kajtazi föddes i Pristina i dåvarande Jugoslavien år 1980. Hon gick i grundskola i Besiana innan hon studerade vid konstfakulteten på Pristinas universitet. 
I juli 2011 släppte hon singeln "Hajde zemër" som snabbt blev populär. Under samma år släppte hon även singeln "Të kam pranë". I februari 2012 släpptes musikvideon till singeln "Duhemi" som idag har fler än 450 000 visningar på Youtube.

## Diskografi

### Singlar
- 2008 – Më pëlqen
- 2010 – Hipnotizon
- 2011 – Hajde zemër
- 2011 – Të kam pranë
- 2012 – Duhemi
- 2012 – Nata